# Kárie

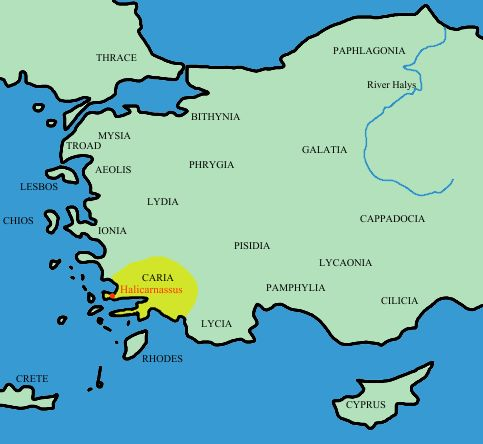
Kárie (žlutě) na mapě Malé Asie

Kárie (řecky Καρία) je historická země v jihozápadní Malé Asii. Zaujímala zhruba rozlohu dnešních tureckých provincií Muğla, Aydın a Denizli, hraničila na severu s Lýdií, na východě s Frýgií a Pisidií a na jihovýchodě s Lýkií. Její území je hornaté, s členitým pobřežím, protéká jím řeka Velký Menderes.
Název je odvozován z chetitského Karkisa — země srázů. Podle chetitských nápisů byla země součástí říše Arzawa, s níž Chetitská říše válčila na své západní hranici. Obyvateli země byli Kárové, kteří odvozovali svůj původ od mytického hrdiny Kára, syna krále Atyse: jeho bratři Lýdus a Mýsus byli zakladateli národů Lýdů a Mýsů. Anglický historik John D. Ray rozborem zachovaných kárských textů dokázal, že kárština patřila mezi anatolské jazyky, obyvatelé tedy byli Indoevropané. Jako obyvatelé Kárie byli také uváděni Lelegové; není jisté, zda šlo o jiný název Kárů nebo o úplně jiné etnikum. Hérodotos soudí, že Lelegové byli původní obyvatelé oblasti, kteří byli podrobeni Káry přišlými z Egejských ostrovů a časem s nimi splynuli.
Homér zmiňuje v Iliadě Kárii jako spojence Trójanů. Zhruba od 11. století př. n. l. začali na pobřeží Řekové zakládat města jako Milét, Priéné nebo Halikarnassos (dnešní Bodrum). Vnitrozemí obývali nadále Kárové, jejich významnými sídly byly Mylasa, Labranda a Harpasa. Kárové nikdy nevytvořili jednotný státní útvar. Řekové je pokládali za zaostalé barbary (udržely se zde dlouho archaické zvyky jako matriarchát, proto někteří autoři kladli do Kárie vlast Amazonek), oblast byla zdrojem levných otroků. Ekonomika byla založena na pastevectví ovcí a koz, pěstovala se vinná réva a fíky. Existují záznamy, že egyptští faraóni využívali námezdní vojáky z Kárie.
V polovině 6. století př. n. l. připojil lýdský král Kroisos Kárii ke svým državám. Později ji ovládla Achaimenovská říše, ale místní satrapové si udrželi značnou míru nezávislosti. Nejznámějším je Mausólos, o jehož moci a bohatství svědčí Mauzoleum v Halikarnassu, řazené mezi sedm divů světa.
Později Kárii dobyl Alexandr Veliký, Kárové postupně přijali jazyk a kulturu okupantů a zmizeli z dějin jako samostatný národ ještě před začátkem našeho letopočtu.
Kárie pak byla součástí římské provincie Asie, Byzantské říše a Osmanské říše, po první světové válce připadla Turecku, což vedlo k odchodu zbývajících řecky mluvících obyvatel.
V Halikarnassu se narodil proslulý historik Hérodotos, dalšími rodáky byla královna a vojevůdkyně Artemisie II., olympijský vítěz v pěstním zápase Melankomas nebo Hieroklés, milenec císaře Heliogabala.